# 三橋昇
三橋 昇（みつはし のぼる、1952年または1953年 - ）は、日本の地方公務員。東京都監査事務局長、東京都議会議会局長を歴任。瑞宝小綬章受章。

## 経歴
東京都庁入職、生活文化スポーツ局次長、東京都地下鉄建設株式会社代表取締役社長、2009年7月 白石弥生子の後任として監査事務局長。新公会計制度（複式簿記・発生主義）の導入対応や住民監査請求の増加、説明責任の要請の高まりなどを受けた機能の充実に取り組んだ。2011年7月 塚本直之と同職を交代し、やはり白石の後任として議会局長。2012年6月 産形稔を後任として同職退任、都庁退職。
2013年4月 一般財団法人東京都人材支援事業団理事長に就任。

## 栄典
- 2024年11月 令和6年秋の叙勲で地方自治功労により瑞宝小綬章を受章[1]